# San José de los Pericos
San José de los Pericos är en ort i Mexiko.   Den ligger i kommunen Choix och delstaten Sinaloa, i den västra delen av landet, 1 200 km nordväst om huvudstaden Mexico City. San José de los Pericos ligger 502 meter över havet och antalet invånare är 155.
Terrängen runt San José de los Pericos är kuperad. Runt San José de los Pericos är det mycket glesbefolkat, med 7 invånare per kvadratkilometer. Närmaste större samhälle är Agua Caliente Grande, 17,7 km norr om San José de los Pericos. I omgivningarna runt San José de los Pericos växer huvudsakligen savannskog.